# Karel Valdauf
Karel Valdauf (25. října 1913 Trhové Sviny – 4. července 1982 Praha) byl český hudebník a skladatel. Je autorem více než 150 písní.

## Život
Pocházel z rodiny venkovských hudebníků. Jeho otec i strýcové hráli v kapele jeho dědečka. On sám začal v této kapele hrát již jako třináctiletý kluk. Poprvé hrál na taneční zábavě na malý bubínek, flétnu a housle.
V letech 1928–1930 studoval na vojenské hudební škole a poté hrál šest let u plukovní hudby v Plzni na flétnu, podle potřeby i na baskřídlovku, klarinet, saxofon, kytaru, harmoniku či bicí. Po odchodu do civilu vytvořil malou kapelu a cestoval s kočovnou divadelní společností. Stal se flétnistou policejní hudby v Praze a v roce 1942 založil u policie salonní orchestr, který nesl název "Orchestr kriminální policie". Po 2. světové válce založil konečně orchestr pod vlastním jménem. Orchestr Karla Valdaufa se stal v Československu nesmírně populární a postupně se zařadil mezi špičkové dechové orchestry Evropy. Často koncertoval v zahraničí a jeho nahrávky vycházely na gramofonových deskách v Německu, USA, Rakousku, Japonsku, Jugoslávii, Švýcarsku a v Holandsku.
Své hudební znalosti, které mu ve Svinech poskytl Štěpán Valter, si prohloubil v letech 1950–1954 na Pražské konzervatoři studiem skladby u Jaroslava Řídkého a dirigování u Bohuslava Špidry a Pavla Dědečka.
Z prvního manželství měl dceru Evu (* 1938) a syna Karla (* 1947). S druhou manželkou, Zorkou Kohoutovou, zpěvačkou své kapely Valdaufinky, měl dva syny, a to Jana (* 1958) a Dana (* 1966). Později se oženil ještě potřetí s Ivanou Seinerovou.
Zemřel 4: července 1982 v Praze. Pohřben byl na Vyšehradském hřbitově.

## Festival
Každoročně je v Trhových Svinech pořádán festival dechových hudeb na počest Karla Valdaufa. Koná se vždy předposlední srpnový víkend.

## Dílo
Karel Valdauf je znám především svými populárními polkami, jako jsou Soběkurská, Berounská, Březnická, Pod jednou střechou nebo Kudy kam. Psal také valčíky – Až nás cesty svedou, Dva stíny a další. Od svých kolegů skladatelů se lišil tím, že jeho skladby jsou svižné, synkopické, a dobře zní i v provedení tanečního orchestru. Je podepsán také pod řadou pochodů, kupř. Zahajovací nebo Koukol v obilí. Celkem zkomponoval přes sto padesát skladeb.